# Assassin's Creed
Assassin's Creed és una sèrie de videojocs, pel·lícules, llibres i còmics d'acció i aventura històrica amb punts de ciència-ficció, ambientada en les croades en el primer joc, en el Renaixement en el segon i en la Revolució Americana en el tercer, tots desenvolupats per Ubisoft. Les primeres referències de l'anomenat "Project Assassin" es van donar a conèixer en l'esdeveniment Microsoft's Xbox 360. Al principi va ser oficialment presentat per a PlayStation 3, amb data de sortida per a 2008, sota el nom d'Assassin Creed. Posteriorment, Ubisoft va anunciar que el joc estaria també disponible per a PC i Xbox 360 (per a PlayStation Portable i Nintendo DS també han aparegut altres capítols de la història del protagonista com Assassin's Creed II, Assassin's Creed: Bloodlines, Assassin's Creed: Brotherhood i Assassin's Creed: Revelations).
El joc ha estat desenvolupat per gran part de l'equip responsable de Prince of Persia: The Sands of Time, segell amb vuit milions d'unitats venudes a tot el món.
El 2009 apareix la segona part d'aquest videojoc, Assassin 's Creed II, i la tercera, Assassin Creed III, es va estrenar el 31 d'octubre de 2012. El 21 d'octubre de 2013 es va estrenar Assasin's Creed IV: Black Flag, del protagonista Edward Kenway, i el 28 d'octubre del 2014 s'estrenarà Assassin's Creed: Unity, ambientat a la revolució francesa, amb el nou protagonista Arno. Uns dies després de l'estrena d'Assassin's Creed Unity, el dia 11 de novembre del 2014 es va publicar Assassin's Creed Rogue només disponible per a consoles Xbox 360 i PS3.
A finals del 2018 es publica Assassin's Creed Valhalla, el 12è joc de la història principal i 24è del total de videojocs de la saga dels assassins desenvolupada per diversos equips d'Ubisoft d'arreu del món. Tres anys abans, el 2015, es publica Assassin's Creed Syndicate que planteja un primer pas cap a un nou sistema de joc, un canvi de concepte, que es presentarà dos anys després, el 2017, amb el joc Assassin's Creed Origins.

## Videojocs
| Any de publicació | Títol                                                                    | Plataforma | Plataforma | Plataforma | Plataforma | Plataforma | Plataforma | Plataforma | Plataforma | Plataforma | Plataforma | Plataforma | Plataforma | Plataforma | Plataforma | Plataforma | Plataforma | Plataforma | Plataforma | Plataforma |
| Any de publicació | Títol                                                                    | PS3        | 360        | PC         | PSP        | Vita       | NDS        | 3DS        | WP7        | iOS        | WebOS      | Android    | OSX        | Symbian    | One        | PS4        | WiiU       | PS5        | Series X   | Switch     |
| --- | ------------------------------------------------------------------------ | ---------- | ---------- | ---------- | ---------- | ---------- | ---------- | ---------- | ---------- | ---------- | ---------- | ---------- | ---------- | ---------- | ---------- | ---------- | ---------- | ---------- | ---------- | ---------- |
| Assassin's Creed - Era de les Croades |                                                                          |            |            |            |            |            |            |            |            |            |            |            |            |            |            |            |            |            |            |            |
| 2007 | Assassin's Creed                                                         | Sí         | Sí         | Sí         | No         | No         | No         | No         | No         | No         | No         | No         | No         | No         | No         | No         | No         | No         | No         | No         |
| 2008 | Assassin's Creed: Altaïr's Chronicles                                    | No         | No         | No         | No         | No         | Sí         | No         | Sí         | Sí         | Sí         | Sí         | No         | Sí         | No         | No         | No         | No         | No         | No         |
| 2009 | Assassin's Creed: Bloodlines                                             | No         | No         | No         | Sí         | No         | No         | No         | No         | No         | No         | No         | No         | No         | No         | No         | No         | No         | No         | No         |
| Assassin's Creed II - Itàlia al Renaixement |                                                                          |            |            |            |            |            |            |            |            |            |            |            |            |            |            |            |            |            |            |            |
| 2009 | Assassin's Creed II                                                      | Sí         | Sí         | Sí         | No         | No         | No         | No         | No         | No         | No         | No         | Sí         | No         | No         | No         | No         | No         | No         | No         |
| 2009 | Assassin's Creed II: Discovery                                           | No         | No         | No         | No         | No         | Sí         | No         | No         | Sí         | Sí         | No         | No         | No         | No         | No         | No         | No         | No         | No         |
| 2010 | Assassin's Creed: Brotherhood                                            | Sí         | Sí         | Sí         | No         | No         | No         | No         | No         | No         | No         | No         | Sí         | No         | No         | No         | No         | No         | No         | No         |
| 2011 | Assassin's Creed: Revelations                                            | Sí         | Sí         | Sí         | No         | No         | No         | No         | No         | No         | No         | No         | No         | No         | No         | No         | No         | No         | No         | No         |
| Assassin's Creed III fins a Assassin's Creed Freedom Cry - Segle XVIII a l'Amèrica del Nord (Independència dels EUA, l'Edat d'or de la pirateria i Guerra dels Set Anys al Canadà) |                                                                          |            |            |            |            |            |            |            |            |            |            |            |            |            |            |            |            |            |            |            |
| 2012 | Assassin's Creed III                                                     | Sí         | Sí         | Sí         | No         | No         | No         | No         | No         | No         | No         | No         | No         | No         | No         | No         | No         | No         | No         | No         |
| 2012 | Assassin's Creed III: Liberation                                         | Sí         | Sí         | Sí         | No         | Sí         | No         | No         | No         | No         | No         | No         | No         | No         | Sí         | Sí         | No         | No         | No         | Sí         |
| 2013 | Assassin's Creed IV: Black Flag                                          | Sí         | Sí         | Sí         | No         | No         | No         | No         | No         | No         | No         | No         | No         | No         | Sí         | Sí         | Sí         | No         | No         | Sí         |
| 2014 | Assassin's Creed: Rogue                                                  | Sí         | Sí         | Sí         | No         | No         | No         | No         | No         | No         | No         | No         | No         | No         | Sí         | No         | No         | No         | No         | Sí         |
| 2014 | Assassin's Creed: Pirates                                                | No         | No         | No         | No         | No         | No         | No         | No         | Sí         | No         | Sí         | No         | No         | No         | No         | No         | No         | No         | No         |
| 2014 | Assassin's Creed: Freedom Cry                                            | Sí         | Sí         | Sí         | No         | No         | No         | No         | No         | No         | No         | No         | No         | No         | Sí         | Sí         | No         | No         | No         | Sí         |
| Edat contemporània |                                                                          |            |            |            |            |            |            |            |            |            |            |            |            |            |            |            |            |            |            |            |
| 2014 | Assassin's Creed: Unity (Revolució francesa)                             | No         | No         | Sí         | No         | No         | No         | No         | No         | No         | No         | No         | No         | No         | Sí         | Sí         | No         | No         | No         | No         |
| 2015 | Assassin's Creed: Assassin's Creed Chronicles Xina (Dinastia Ming)       | No         | No         | Sí         | No         | Sí         | No         | No         | No         | No         | No         | No         | No         | No         | Sí         | Sí         | No         | No         | No         | No         |
| 2015 | Assassin's Creed: Syndicate (Anglaterra Victoriana)                      | No         | No         | Sí         | No         | No         | No         | No         | No         | No         | No         | No         | No         | No         | Sí         | Sí         | No         | No         | No         | No         |
| 2016 | Assassin's Creed: Assassin's Creed Chronicles India (Índia Britànica)    | No         | No         | Sí         | No         | Sí         | No         | No         | No         | No         | No         | No         | No         | No         | Sí         | Sí         | No         | No         | No         | No         |
| 2016 | Assassin's Creed: Assassin's Creed Chronicles Russia (Inicis de la URSS) | No         | No         | Sí         | No         | Sí         | No         | No         | No         | No         | No         | No         | No         | No         | Sí         | Sí         | No         | No         | No         | No         |
| 2016 | Assassin's Creed: Identity (Itàlia renaixentista)                        | No         | No         | No         | No         | No         | No         | No         | No         | Sí         | No         | Sí         | No         | No         | No         | No         | No         | No         | No         | No         |
| 2017 | Assassin's Creed: Arno's Chronicles                                      | No         | No         | No         | No         | No         | No         | No         | No         | No         | No         | Sí         | No         | No         | No         | No         | No         | No         | No         | No         |
| Antiga Grècia i Antiga Roma |                                                                          |            |            |            |            |            |            |            |            |            |            |            |            |            |            |            |            |            |            |            |
| 2017 | Assassin's Creed: Origins (Final de l'Egipte hel·lenístic)               | No         | No         | Sí         | No         | No         | No         | No         | No         | No         | No         | No         | No         | No         | Sí         | Sí         | No         | No         | No         | No         |
| 2018 | Assassin's Creed: Odysey (Guerra del Peloponès a la Grècia Clàssica)     | No         | No         | Sí         | No         | No         | No         | No         | No         | No         | No         | No         | No         | No         | Sí         | Sí         | No         | No         | No         | No         |
| |                                                                          |            |            |            |            |            |            |            |            |            |            |            |            |            |            |            |            |            |            |            |
| 2018 | Assassin's Creed: Rebellion (Reis Catòlics)                              | No         | No         | No         | No         | No         | No         | No         | No         | Sí         | No         | Sí         | No         | No         | No         | No         | No         | No         | No         | No         |
| 2020 | Assassin's Creed: Valhalla (Era dels vikings)                            | No         | No         | Sí         | No         | No         | No         | No         | No         | No         | No         | No         | No         | No         | Sí         | Sí         | No         | Sí         | Sí         | No         |
| 2023 | Assassin's Creed Mirage (Edat d'or de l'islam)                           | No         | No         | Sí         | No         | No         | No         | No         | No         | No         | No         | No         | No         | No         | Sí         | Sí         | No         | Sí         | Sí         | No         |
| 2024 | Assassin's Creed Shadows (Període Sengoku)                               | No         | No         | Sí         | No         | No         | No         | No         | No         | No         | No         | No         | No         | No         | Sí         | Sí         | No         | Sí         | Sí         | No         |